# Grażyna Lutosławska
Grażyna Anna Lutosławska, do 2008 r. Grażyna Ruszewska (ur. 14 września 1964 w Siedlcach) – polska dziennikarka i pisarka.
Ukończyła studia na wydziale filozofii UMCS. Od 1988 roku związana z Polskim Radiem Lublin. Wykładowczyni na UMCS-ie.

## Działalność dziennikarska
W Radiu Lublin prowadzi audycje poświęcone kulturze, m.in. „Nie tylko rozrywkowa niedziela radiowa” (od połowy lat 90.). Od 2015 roku, w cotygodniowym cyklu, na antenie Radia Lublin ukazuje się słuchowisko, którego jest autorką i reżyserką, zatytułowane "Bazarek".
Moderuje spotkania poświęcone kulturze (m.in. w Teatrze Starym w Lublinie: Bitwa o kulturę i Bitwa o literaturę). Prowadziła blog.

## Działalność literacka
Jest autorką scenariuszy teatralnych:
- O dwóch krasnoludkach i jednym końcu świata (premiera Teatr im. Juliusza Osterwy w Lublinie marzec 2009, reż. Krzysztof Babicki, kolejna realizacja Teatr Nowy w Słupsku styczeń 2012)
- Anioł za lodówką (premiera Teatr im. Andersena w Lublinie, 2016, reż. Daniel Arbaczewski)

Autorka kilkuset słuchowisk radiowych i wielu tekstów piosenek, w tym do spektakli Królowa Śniegu (muz. Janusz Grzywacz, premiera Teatr Miejski w Gdyni luty 2013) oraz Śnieżka i krasnoludki (muz. Janusz Grzywacz, Teatr Miejski w Gdyni, 2015, reż. Krzysztof Babicki).
Jest autorką książek: 
- Leon i kotka, czyli jak rozumieć mowę zegara (wyd. fro9, 2004) – książka otrzymała wyróżnienie literackie polskiej sekcji IBBY, tytuł „Białego Kruka” przyznawany przez Bibliotekę Książek dla Dzieci i Młodzieży w Monachium, fragmenty trafiły do podręcznika dla klas pierwszych
- Wielkie zmiany w dużym lesie (wyd. fro9 2005)
- Koziutek zdobywa Zamek. Przewodnik dla dzieci po Lublinie (2006)
- Legendy Lublina (2007)
- Jak Arni i Dobek ratowali świat (wyd. Norbertinum 2015)
- Bajki od rzeczy (wyd. Ośrodek „Brama Grodzka – Teatr NN” 2018)
- Kolorowy Lublin (wyd. Urząd Miasta Lublin 2018)
- Jatymy wesołe i rzewne, niektóre o miłości (wyd. Episteme 2019).
- Pepe i Melek na tropie (wyd. Warstwy 2019)

Publikowała eseje, wywiady i opowiadania m.in. w berlińskim magazynie „polenplus”, pismach „Konteksty”, „Akcent”, „Klematis”, "Informator Kulturalny Zoom", "Kraina Bugu", „Brulion Kazimierski”, miesięczniku "Bez Recepty" oraz międzynarodowym zbiorze opowiadań pod hasłem Freud sein (Stuttgart 2010).

## Nagrody i wyróżnienia
- Nagroda im. Michała Jagodzińskiego na Ogólnopolskim Konkursie Artystycznych Form Radiowych Grand PiK za słuchowisko „Stróż nocny, czyli czytanie Poematu o mieście Lublinie” (2019)[4],
- Medal 700-lecia Miasta Lublin (2017)[5],
- Nagroda Miasta Lublin za całokształt działalności (2015),
- Mistrz Mowy Polskiej (2013),
- Zapałka Andersena (2012),
- Srebrny Krzyż Zasługi (2012)[6],
- Angelus Lubelski w kategorii Człowiek kultury medialnej (2006).
- Złoty Krzyż Zasługi (2022)[7],